# インパクトファクター
インパクトファクター（Impact Factor; IF）またはジャーナルインパクトファクター（Journal Impact Factor; JIF）は、自然科学や社会科学の学術雑誌が各分野内で持つ相対的な影響力の大きさを測る指標の一つである。端的には、その雑誌に掲載された論文が一年あたりに引用される回数の平均値を表す。一般にインパクトファクターの値が高いジャーナルは、値が低いジャーナルよりも重要であり、それぞれの分野でより本質的な名声を持っていると見なされる。ひいては、大学教員や研究者の人事評価においても利用されることも多い。一方で、この指標は、ジャーナルの厳密性との相関が全くないなど、批判も多い。

## 歴史

ユージン・ガーフィールド（2007）

インパクトファクターは、科学情報研究所（ISI）の創設者であるユージン・ガーフィールドが考案した。インパクトファクターは、ジャーナルサイテーションレポート（JCR）にリストされているジャーナルについて、1975年から毎年計算されている。インパクトファクターは、特定のフィールド内のさまざまなジャーナルを比較するために使用され、自然科学・社会科学分野の11,500を超える雑誌が対象である(2017年現在）。ISIは1992年にThomson Scientific ＆ Healthcareに買収され 、トムソンISI（Thomson ISI)となった。2018年、トムソンISIは投資ファンドであるオネックス・コーポレーション（Onex Corporation）とベアリング・プライベート・エクイティ・アジア（Baring Private Equity Asia）に売却され、クラリベイト ・アナリティクス（Clarivate Analytics）として現在もJCRの発行を行っている。そのため現在のインパクトファクターは、クラリベイト社の引用文献データベースであるWeb of Science（WoS）に収録されたデータを元に算出されている。

## 上位ランキングの雑誌
- Nature - IF 69.504
- Cell - IF 66.850
- Science - IF 63.714

## 計算方法

### 定式化
インパクトファクターはWeb of Scienceの収録雑誌の3年分のデータを用いて計算される。任意の年における2年間ジャーナルインパクトファクター（two-year journal impact factor）は、そのジャーナルの全出版物について過去2年間に発行された引用数と、そのジャーナルで過去2年間に発行された「引用可能なアイテム（後述）」との比率である。定式化すると、以下の通りである。
{\displaystyle {\text{IF}}_{y}={{\text{Citations}}_{y} \over {\text{Publications}}_{y-1}+{\text{Publications}}_{y-2}}}

### サンプル例
たとえばある雑誌の2004年のインパクトファクターは2002年と2003年の論文数、2004年のその雑誌の被引用回数から次のように求める。
A=対象の雑誌が2002年に掲載した論文数
B=対象の雑誌が2003年に掲載した論文数
C=対象の雑誌が2002年,2003年に掲載した論文が、2004年に引用された延べ回数
∴C÷(A+B)=2004年のインパクトファクター
例えば、この2年間合計で1,000報記事を掲載した雑誌があったとして、それら1,000報の記事が2004年に延べ500回引用されたとしたら、この雑誌の2004年版のインパクトファクターは0.5になる。

### 実際の計算例
具体例としては、例えば2017年のネイチャー誌のインパクトファクターは41.577であった：
{\displaystyle {\text{IF}}_{2017}={{\text{Citations}}_{2017} \over {\text{Publications}}_{2016}+{\text{Publications}}_{2015}}={74090 \over 880+902}=41.577}これは、平均して、2015年と2016年に発行された論文が2017年にそれぞれ約42件の引用を受けたことを意味している。ここで、2017年のインパクトファクターは2018年に報告されていることに注意が必要である。すなわち、2017年のすべての出版物がインデックス作成機関によって処理されるまで、当該年度のインパクトファクターを計算することはできない。

### 「引用可能なアイテム」の定義
インパクトファクターは「平均的な論文」の被引用回数を示すものである。そのため、「引用」と「出版物（引用可能なアイテム）」をどのように定義するかによって、数字が変わってくる。現在の慣行では、「引用」と「出版物」の両方が、クラリベイト社によって独占的に定義されている。例えば、Web of Science（WoS）データベースでは「出版物」の中には「記事（article）」「総説（review）」「議事録（proceedings paper）」が含まれそれ以外の社説(editorial)、訂正(correction)、ノート（note）、撤回(retraction)、議論（discussion）などの他の記事項目は除外されている。登録をすればユーザーはWoSにアクセスし、各ジャーナルにおける引用可能なアイテム数を個別に確認できる。対照的に、引用数はWoSデータベースからではなく、一般の読者がアクセスできない専用のJCRデータベースから抽出される。したがって、一般的に使用される「JCRインパクトファクター」は独自の値であり、クラリベイト社によって定義と計算がなされ、外部ユーザーが検証することはできない。一方で、これらの引用情報は各著者が論文の末尾に記載した参照文献件目録（renferenceやbibliography）がソースとなっており、引用文献のドキュメントタイプをデータ作成者側のクラリベイト社は把握することができない。そのため、分子と分母のドキュメントタイプは一致しない。
インパクトファクターはWeb of Scienceに収録される雑誌の3年間のデータを元に算出する。そのため、第1巻第1号からWoSに索引付けされた新しいジャーナルについては、2年間の索引付け後にインパクトファクターを受け取ることになる（この場合、二年前（すなわち発行開始以前）の出版物については、出版数0引用件数0としてインパクトファクターが計算される）。また、第1巻以降の途中の巻号からWoSに索引付けされたジャーナルについては、3年間の索引付けがされるまで、インパクトファクターを取得できない。ただし時折JCRは、部分的な引用データに基づいて、索引付けが2年未満の新しいジャーナルにもインパクトファクターを割り当てることがある。年度出版物やその他の不規則な出版物は、特定の年にアイテムを出版しないことがあり、カウントに影響を与える。また、インパクトファクターは2年に限らず、任意の期間で計算することができる。たとえば、JCRには5年間インパクトファクター（five-year impact factor）も含まれている。これは、特定の年のジャーナルへの引用数を、過去5年間にそのジャーナルに掲載された記事の数で割ることで計算される。

## 使い方
ジャーナルインパクトファクターは、ジャーナル自体の評価だけではなく、個々の記事や研究者の評価のためにもよく使用される。インパクトファクターのこの使用方法は、Hoeffelによって以下のように要約されている。
インパクトファクターは、記事の品質を測定するための完璧なツールではありませんが、これ以上優れたものはなく、すでに存在しているという利点があるため、科学的評価に適した手法です。経験によれば、各専門分野で最高のジャーナルは、記事を受け入れるのが最も難しいジャーナルであり、これらはインパクトファクターの高いジャーナルです。これらのジャーナルのほとんどは、インパクトファクターが考案されるずっと前から存在していました。インパクトファクターを品質の尺度として使用することは、私たちの専門分野で最高のジャーナルの各分野で私たちが持っている意見とよく一致するため、広く普及しています。…結論として、一流のジャーナルは高レベルの論文を発表しています。したがって、それらのインパクトファクターは高く、逆ではありません。
しかしながらインパクトファクターは本来、記事レベルや個人レベルの指標ではなく、ジャーナルレベルの指標であるため、この使用法については議論の余地がある。例えばGarfieldは、Hoeffelに同意しているが 、「単一のジャーナル内の記事ごとに[引用の]幅広いバリエーションがある」ため、「個人の評価における誤用」について警告をしている。ガーフィールドはインパクトファクターに対する誤解に対して、次のように述べている。
「私は1955年に最初に雑誌「Science」においてインパクトファクターのアイデアについて言及した。〔中略〕1955年時点では「インパクト」というものがいつの日か大きな論議を巻き起こすものになるとは思い及ばなかった。インパクトファクターは原子力のように有難いようなありがたくないような存在となっている。 誤った方法で乱用されるかもしれないという認識はあったが、その一方で私はインパクトファクターが建設的に用いられることを期待したのである。」

## 評価
インパクトファクターの使用に関しては、多くの批判がなされてきた。2007年の調査では、最も根本的な欠陥は、インパクトファクターが正規分布にならないデータの平均を示していることであり、これらのデータの中央値を示すことがより適切であることが示唆された。ジャーナルの重要性の尺度としてのインパクトファクターの有効性と、編集者がインパクトファクターを高めるために採用する可能性のあるポリシーの効果（すなわち、論文執筆者と論文読者の不利益）についても、より一般的な議論がある。他の批判は、学者、編集者、その他の利害関係者の行動に対するインパクトファクターの影響に焦点を当てている。また、より一般的な批判としては、インパクトファクターの強調は新自由主義政策の学界への悪影響から生じていると主張し、単純にインパクトファクターを科学出版物のより洗練された測定基準に置き換えるだけでなく、研究評価と高等教育における科学的キャリアの不安定さの高まりに関して議論を深めることが必要である、という主張がある。

### 重要性の尺度としての妥当性
インパクトファクターと引用分析は、一般に分野依存の要因の影響を受けると言われている。また分野間だけでなく、同分野の異なる研究領域間でも比較が無効になる可能性もある。出版後最初の2年間に発生する総引用の割合も、数学および物理科学では1〜3％であるのに対し、生物科学では5〜8％と、分野によって大きく異なっている。したがって、インパクトファクターを使用して、分野を超えてジャーナルを比較することは困難である。
インパクトファクターは、ジャーナルだけでなくその中の論文を評価するために使用されることがあるが、外れ値による影響を大きく受ける。例えば、”A short history of SHELX”というタイトルの論文は、「結晶構造決定の過程でオープンソースであるSHELXプログラム（およびBruker AXSバージョンSHELXTL）を1つ以上利用した際に、汎用的な引用文献として使用できます」という文言があり、実際にこの論文は6,600件以上もの引用を受けた。結果として、この論文を掲載しているジャーナルであるActa Crystallographica Section Aのインパクトファクターは劇的に上昇し、2008年に2.051だったのに対して2009年は49.926となり、ネイチャー（31.434）やScience（28.103）を超えた。一方、Acta Crystallographicaで2番目に引用されている記事は、2008年の引用数は28件のみであった。このような現象が起きうるため、インパクトファクターはジャーナルの指標であり、個々の研究者や機関を評価するために使用すべきではない、という考え方が主流である。
インパクトファクターのみに基づいて作成されたジャーナルのランキングは、専門家の調査結果から編集されたものと比較して、中程度の相関関係しかない事が示されている。また、科学情報研究所の元研究ディレクターであるAECawkellは、インパクトファクターの基礎となるScience Citation Index（SCI）は、「すべての著者が、自分のテーマに関連する以前の研究のみを注意深く引用し、世界中で発行されているあらゆる科学雑誌が網羅されており、かつ経済的制約がない場合において、完全に機能するだろう」 と述べている。

### インパクトファクターに影響を与る編集方針
ジャーナルはそのインパクトファクターを高めるように、編集方針を修正する事ができる。たとえば高IFを目指すジャーナルは、一般的に研究報告よりも引用されやすい総説論文が全体を占める割合が高い場合がある。
また、引用される可能性が低い記事（医学雑誌のケースレポートなど）の掲載を拒否する、あるいは（論文中に要約または参考文献を許可しないことによって、Journal Citation Reportsがそれを「引用可能な項目」と見なさないことを期待して）記事の形態を変更させることで、「引用可能なアイテム」の数（つまりインパクトファクター方程式の分母）を制限しようとする場合がある。アイテムが「引用可能」であるかどうかを調整することによって、300％を超えるインパクトファクターの変動が観察された例もある。一方で、このように引用できないと見なされ、したがってインパクトファクターの計算に組み込まれない項目は、しかしながら実際に引用された場合、（簡単に除外できるにもかかわらず）方程式の分子部分に入れることができる。このような現象は、編集コメントと短いオリジナル記事の違いが必ずしも明白ではないため、実際にどの程度IFへ影響を与えているのか、その効果を評価するのは困難である。たとえば、編集者への手紙には、どちらかのクラスを参照している場合がある。
もう1つの、もうすこしあからさまではない戦略としては、論文の大部分（あるいは少なくとも引用数が多いと予想される論文）を、なるべく暦年の初めに発行することである。これにより、それらの論文は引用を収集するためのより多くの時間を得ることができる。必ずしも悪意のあるものとは限らないが、ジャーナルが同じジャーナル内の記事を引用することで、ジャーナルのインパクトファクターが増加することもある。
編集方針を超えて、インパクトファクターを歪める可能性のある行為をジャーナルは取ることも可能である。たとえば、2007年に、IF0.66の専門誌であったFolia Phoniatrica et Logopaedicaは、2005年から2006年までのすべての記事を引用した社説を発表し、その影響でそのジャーナルのインパクトファクターが1.44に増加した。しかしながらこの操作の結果、このジャーナルは2008年および2009年のJournal Citation Reportsからは除外されてしまった。
強制引用は、ジャーナルのインパクトファクターを膨らませるために、ジャーナルが記事の公開に同意する前に、編集者が著者に無関係な引用を記事に追加するように強制する慣行である。2012年に発表された調査によると、強制引用は、経済学、社会学、心理学、および複数のビジネス分野で働く5人に1人の研究者によって経験されており、ビジネスやインパクトファクターの低いジャーナルでより一般的である。主要なビジネスジャーナルの編集者は、慣行を否認するための団結表明などをしているが、他の分野では強制的な引用の事例が報告されることがある。

### インパクトファクターと品質の相関関係
インパクトファクターは元々、各ジャーナルに掲載された記事の引用数を集計し、図書館員が購読する価値のあるジャーナルを決定するのに役立つメトリックとして設計された。それ以来、インパクトファクターはジャーナルの「品質」と関連付けられるようになり、機関レベルでも研究者や研究者の評価に広く使用されるようになった。したがって、それは研究の実践と行動の舵取りに大きな影響を及ぼすこととなった。
すでに2010年頃には、国際的な研究助成機関において、インパクトファクターなどの数値指標を品質の尺度と見なすべきではないと指摘している。実際、インパクトファクターは高度に操作されたメトリックである。元々の目的を超えて継続的に広く使用されている理由の一つは、その研究の質との関係ではなく、むしろその計算方法の単純さに起因していると考えられる。
経験的に、インパクトファクターがジャーナルの一般的なランキング指標であるという誤用は、学術コミュニケーションシステムに多くの悪影響を及ぼしている。例えば、ジャーナルのアウトリーチと個々の論文の質との間の混乱や、社会科学と人文科学の不十分な報道につながっている他、ラテンアメリカ、アフリカ、東南アジアといった地域からの研究成果発表に影響を与えている。その他の欠点としては、自国語や地域に関連するトピックに関する研究の疎外、非倫理的なオーサーシップや引用慣行の誘発がある。また、より一般的には、厳密な実験方法や再現性や社会的影響といった本来の研究成果の品質ではなく、出版社の名声に基づく学界での評判重視の傾向の増加が挙げられる。ジャーナルの名声とインパクトファクターを使用して学界で競争体制を構築することは、研究の質に悪影響を与えることが示されている。
インパクトファクターはしかしながら、多くの国において、研究を評価するために今でも定期的に使用されている。そのメトリックの不透明性と出版社によって交渉されることが多いという事実に関して、多くの未解決の問題が残っているが、これらの整合性の問題は、広範囲にわたる誤用を抑えるのには、ほとんど役に立っていない。
現在、多くの地域の焦点とイニシアチブが、ライデン宣言や研究評価に関するサンフランシスコ宣言（The Declaration on Research Assessment; DORA）などの主要文書を含む、代替の研究評価システムを提供および提案している。「プランS」に関する最近の進展は、学術コミュニケーションシステムの根本的な変化とともに、そのようなイニシアチブのより広範な採用と実施を求めている。したがって、JIFを品質の尺度と結び付ける一般的な単純化の根拠はほとんどなく、2つの継続的な不適切な関連付けは引き続き有害な影響を及ぼている。著者と研究の質の適切な尺度として、研究の卓越性の概念は、透明なワークフローとアクセス可能な研究結果を中心に再構築する必要がある。

### インパクトファクターの値の「交渉」
クラリベイト社によるインパクトファクターの正確な計算方法は、一般的に公開されておらず、結果は予測も再現もできない。特に「引用可能」と見なされ分母に含まれる項目によって、結果が大幅に変わる可能性がある。この悪名高い例の1つは、1988年にFASEB Journalにおいて、掲載された会議要旨（meeting abstracts）が分母に含まれなくなったことである。この変更の結果、ジャーナルのインパクトファクターは1988年の0.24から1989年の18.3へと跳ね上がった。このように出版社は、ジャーナルのインパクトファクターの「精度」を向上させてより高いスコアを取得する方法について、Clarivateと定期的に話し合っていると言われている。このような交渉によって、例えば5大出版社の1つによる買収といった、雑誌内容や科学とは無関係なイベントの後に、数十のジャーナルのIFスコアが劇的に変化する、というような現象が実際に観察されている。

### 分布の歪度

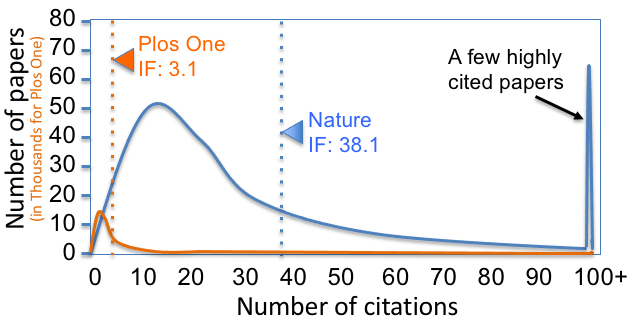
ジャーナルのインパクトファクターは、引用数の多いごく少数の論文に大きく影響される。2013〜14年に発行されたほとんどの論文の被引用数は、インパクトファクターによって示される値よりもはるかに少ない。 図中の2つのジャーナル（Nature [青]、PLOS ONE [オレンジ]）は、それぞれ、引用数の多いジャーナルと引用数の少ないジャーナルの例を示している。 Natureのインパクトファクターに対しては、引用数の非常に多い少数の論文が大きな影響を与えている。Callaway, 2016を元に作成。

引用数の分布は非常に歪んでいるため、ジャーナル自体の全体的な影響ではなくジャーナル内の記事の典型的な影響を測定するために使用した場合、IF値は誤解を招く可能性がある。例えば、Natureの2004年インパクトファクターの内90％程度は、その出版物の四半期の一つのみに基づいており、一つの論文が実際に引用された数は、全体の引用の平均数よりもはるかに低い場合がほとんどである。さらに、ジャーナルのインパクトファクターと論文の引用率との関係の強さは、記事がデジタルで利用可能になり始めて以来、着実に減少している。
JIFの批評家は、引用分布のパターンが歪んでいるため、計算に算術平均を使用することには問題があると述べている。IFの代わりに、記事レベルのメトリクスと代替メトリクス（altmetrics）は、研究への影響をより有益に測定できる場合がある。また、モントリオール大学、インペリアルカレッジロンドン、PLOS 、eLife 、 EMBOジャーナル、王立学会、Nature、Scienceは、インパクトファクターの代替として引用分布メトリックを提案している。

### 科学者団体からの反応
2007年11月、欧州科学編集者協会（EASE）は、「インパクトファクターは必ずしも信頼できる手段ではない」ため、「ジャーナルインパクトファクターは、単一の論文の評価用ではなく、また研究者や研究プログラムの評価用でもなく、全体の影響を測定および比較するためにおいてのみ、慎重に使用することを推奨する」公式声明を発表した。
2008年7月、国際科学評議会（the International Council for Science; ICSU）の科学の実施における自由と責任に関する委員会（The Committee on Freedom and Responsibility in the conduct of Science; CFRS）は、「出版慣行と指標、および研究評価におけるピアレビューの役割に関する声明」を発表し、多くの可能な解決策を提案した。たとえば、各科学者が考慮すべき1年あたりの出版物の制限数を検討したり、1年あたりの出版物の数が多すぎる（たとえば20を超える）ことで科学者にペナルティを科したりする、などの解決策が提唱されている。
2010年2月、ドイツ研究振興協会(Deutsche Forschungsgemeinschaft)は、「業績に基づく資金配分、博士後期課程の資格、任命、または資金提案のレビューといった、h指数やインパクトファクターなどの数値指標がますます重要になっているすべての決定において、評価される候補者に関する論文のみを評価し、計量書誌学的情報を評価しない、新しいガイドラインを公開した。この決定に続き、全米科学財団（米国）と研究評価事業（英国）でも同様の決定がなされている。
科学的成果と科学者自身を評価する際のジャーナルインパクトファクターの不適切な使用に対する懸念の高まりに応えて、米国細胞生物学会は、学術ジャーナルの編集者と発行者のグループとともに、研究評価に関するサンフランシスコ宣言（DORA）を作成した。2013年5月にリリースされたこのDORAは、数千の個人や数百の機関からの支援を獲得しており、その中には2015年3月に支持を表明したヨーロッパ研究大学連盟（League of European Research Universities; LERU）が含まれている。
英国高等教育助成評議会は、庶民院科学技術選択委員会に対して、研究評価事業委員会に、論文発表をしたジャーナルで研究成果の質を評価している疑念を指摘し、ジャーナルではなく各記事の内容の質を評価する義務があることを再考するよう、要請を出した。
いくつかの出版社やプラットフォームでは、インパクトファクターを表示しないことを選択している。たとえば、出版社のPLOSは、ジャーナルのインパクトファクターをWebサイトに表示していない。インパクトファクターは、学術的な検索エンジンであるMicrosoft Academicにも表示されない。2020年の時点で、Microsoft社のチームは、FAQのページで、h指数やEI / SCI、およびジャーナルのインパクトファクターは示されていない、と述べている。

### 日本国内における普及と批判
現在、研究者や大学教員の人生および生計維持において、発表した論文のインパクトファクターの数字が決定的かつ絶対的な意味を持つケースは数多くある。例えば2016年に行われた東京女子医科大学の消化器外科講座の教授公募では、2015年に出版した論文のインパクトファクターの合計が15以上であることが公募要件として明記されている。2011年に行われた福井大学の助教の公募では、採用後にインパクトファクターが約10以上の雑誌に論文を出す等の条件を満たせなければ雇用を4年で打ち切ることが明記されている。一方、このような人事評価への利用についての批判も存在する。教授選考の指標として適切かどうかが問題となったこともある。さらに計算対象についても、直近2年の論文データしか用いないのは短すぎるとの批判がある。インパクトファクターを重視しすぎるあまり、重要な研究成果についてはより高いインパクトファクターを求めて国外の著名な論文誌に投稿する研究者もおり、結果的にその国の論文誌には重要な成果は掲載されないことになるため、その国の論文雑誌を衰退させる可能性があるという指摘もある。
2015年11月30日に、秋篠宮文仁親王は、50歳の誕生日に際して行われた記者とのやり取りにおいて、インパクトファクターに関して次のように述べた。
2016年のノーベル賞受賞者である大隅良典は、論文不正問題の原因としてインパクトファクターを取り上げたNHKスペシャル『追跡 東大研究不正～ゆらぐ科学立国ニッポン～（2017年12月10日）』のインタビューで次のように述べた。

2017年の日刊工業新聞のインタビューでは次のように述べた。
2018年のノーベル賞受賞者である本庶佑は、2018年12月26日に京都大学で行われた記者会見において次のように述べた。

2003年に、日本数学会は、「数学の研究業績評価について」という理事会声明を決定した。その声明の中で、異なる分野の論文を引用数を元に評価することについて次のように述べた。

## 関連するインデックス
同じ組織であるISIによって計算および公開されているいくつかの関連する値には、次のものがある。
- 引用半減期：毎年Journal Citation Reportsで引用された記事の年齢の中央値。たとえば、2005年のジャーナルの半減期が5の場合、2001年から2005年までの引用は、2005年のそのジャーナルからのすべての引用の半分であり、残りの半分は2001年より前であることを示している[99]。
- サブジェクトカテゴリの総インパクトファクター：サブジェクトカテゴリのすべてのジャーナルへの引用数と、サブジェクトカテゴリのすべてのジャーナルからの記事数を考慮して計算される。
- 即時性指数：特定の年にジャーナル内の記事が受け取る引用数を、発行された記事の数で割ったもの。

インパクトファクターと同様に、これらにもいくつかの微妙な違いがある。たとえば、ISIは、特定の記事タイプ（ニュース項目、通信、正誤表など）を分母から除外している。

## その他の影響の測定
IF以外のジャーナルレベルのメトリックは、他の組織から公開されている。たとえば、CiteScoreは、2016年12月にElsevierによって発売されたScopusのシリアルタイトルの指標である。これらの指標はジャーナルにのみ適用されるが、個々の研究者に適用されるH指数などの著者レベルの指標も存在する。さらに、記事レベルのメトリックは、ジャーナルレベルではなく記事レベルで影響力を測定している。他のより一般的な代替メトリックであるaltmetricsには、記事の表示、ダウンロード、またはソーシャルメディアでの言及回数なども指標計算に含まれる場合がある。

## 偽物のインパクトファクター
さまざまなインパクトファクターの模造物が、特定の企業や個人によって生成されている。例えばElectronic Physicianに掲載された記事によると、Global Impact Factor（GIF）、Citefactor、Universal Impact Factor（UIF）が挙げられる。ジェフリー・ビールは、そのような誤解を招く指標を’Misleading Metrics’としてリスト化している。もう1つの欺瞞的な慣行は、Google Scholarなどの信頼できる情報源（「Googleベースのジャーナルインパクトファクター」など）に基づいている場合でも、JCR以外の引用インデックスを使用して記事あたりの平均引用数として計算される「代替インパクトファクター」を報告することである。
誤ったインパクトファクターは、ハゲタカジャーナルによってよく使用される。コンサルティングジャーナル引用レポートのマスタージャーナルリストは、出版物がジャーナル引用レポートによって索引付けされているかどうかを確認でき、偽メトリックの使用が考えられるものについては赤色のフラグが立てられている。

### 注訳
1. ↑  “"Quality not Quantity" – DFG Adopts Rules to Counter the Flood of Publications in Research”. 2020年5月16日閲覧。. DFG Press Release No. 7 (2010)
2. ↑  “The Leiden Manifesto for Research Metrics”. 2020年5月16日閲覧。 2015.
3. ↑  “Plan S implementation guidelines”. 2020年5月16日閲覧。, February 2019.